# Chilperico II
Chilperico II (c. 670-Attigny, 13 de febrero de 721) fue un rey de los francos entre los años 715-717 y luego entre los años 719-721. Fue también rey de Neustria entre los años 715-719.

## Biografía
Chilperico II era el más joven de los hijos de Childerico II y de Blitilda, ella misma hija de Sigeberto III. En 675, su padre, su madre y su hermano mayor Dagoberto fueron asesinados por Badilón, en consecuencia de un complot organizado por magnates, descontentos del rey. Chilperico escapó de milagro de la matanza de su familia; fue llevado y encerrado en la abadía de Chelles, donde se convirtió en monje, bajo el nombre de Daniel. Ignoramos todo de este período de su vida, durante la cual se dedicó al servicio de la Iglesia.
Durante este período, el poder concreto fue retenido por el mayordomo de palacio Pipino de Heristal, quien nombraba a los reyes a su gusto. A la muerte de Pipino (714), su viuda Plectruda intentó conservar el poder, pero Ragenfrido (Rainfroi) levantó Neustria -que Pipino había relacionado con Austrasia- y derrotó a los austrasianos cerca de Compiègne. Se hizo nombrar a mayordomo de palacio de Neustria. A la muerte de Dagoberto III, en 715, sacó del monasterio al hijo de Childerico II, y le hizo proclamar a rey bajo el nombre de Chilperico II. Tenía entonces cuarenta y cinco años.
Chilperico II se casó con Chrotaudis y fue el padre de Childerico III.
El 29 de diciembre del año 716, el rey Chilperico II confirma los privilegios de inmunidad concedidos por sus antepasados a la abadía de Saint-Denis.
Siempre en el 716, bajo el gobierno de Ragenfrido, quien desea acabarlo junto con los Pipínidas, solicita ayuda a los sajones y a los frisones para, al revés, conquistar Austrasia. Lo invade hasta Colonia, toma el tesoro de Pipino II y se proclama como Rey de Austrasia.
Apareció en efecto a la cabeza de los ejércitos, lo que no había sucedido con ninguno de sus predecesores desde la elevación de los mayordomos de palacio; pero encontró en Carlos Martel, hijo de Pipino de Heristal, a un adversario temible e infatigable, al que ninguna dificultad detenía. Obtuvo sin embargo primero sobre él algunos éxitos; pero, en 717, Carlos Martel, ganó la batalla de Vincy cerca de Cambrai a los neustrianos, y unificó Austrasia y Neustria. Le dejó a Chilperico todos los honores de la representación, le otorgó respeto, y guardó para él el poder confiándole la corona a Clotario IV hijo de Teoderico III.
Chilperico II, víctima de la ambición de los mayordomos de palacio de Austrasia y de las facciones desde hace tiempo formadas por los magnates para sacudirse del yugo de la autoridad real, ha sido confundido sin razón entre los reyes holgazanes. Fue reconocido sin embargo como rey después de la muerte de Clotario IV en el año 719 después de varias derrotas en combates diversos llevados en compañía de Eudes de Aquitania, rey de Aquitania y quien se opuso a Carlos Martel.
Murió en Attigny, el 13 de febrero del año 721, y fue enterrado en Noyon. Teodorico IV, hijo de Dagoberto III, le sucedió en el trono, ya como monarca de todos los francos nuevamente.